# Mount Lebanon (Louisiana)
Mount Lebanon és una població dels Estats Units a l'estat de Louisiana. Segons el cens del 2000 tenia 73 habitants.

## Demografia
Segons el cens del 2000, Mount Lebanon tenia 73 habitants, 34 habitatges, i 21 famílies. La densitat de població era de 7 habitants/km².
Dels 34 habitatges en un 23,5% hi vivien nens de menys de 18 anys, en un 44,1% hi vivien parelles casades, en un 14,7% dones solteres, i en un 38,2% no eren unitats familiars. En el 35,3% dels habitatges hi vivien persones soles el 20,6% de les quals corresponia a persones de 65 anys o més que vivien soles. El nombre mitjà de persones vivint en cada habitatge era de 2,15 i el nombre mitjà de persones que vivien en cada família era de 2,76.
Per edats la població es repartia de la següent manera: un 17,8% tenia menys de 18 anys, un 0% entre 18 i 24, un 27,4% entre 25 i 44, un 19,2% de 45 a 60 i un 35,6% 65 anys o més.
L'edat mediana era de 48 anys. Per cada 100 dones de 18 o més anys hi havia 93,5 homes.
La renda mediana per habitatge era de 46.250 $ i la renda mediana per família de 54.375 $. Els homes tenien una renda mediana de 32.500 $ mentre que les dones 30.417 $. La renda per capita de la població era de 18.219 $. Entorn del 10,5% de les famílies i el 13,8% de la població estaven per davall del llindar de pobresa.

## Poblacions més properes
El següent diagrama mostra les poblacions més properes.